# Türk Frigyes
Türk Frigyes (Eger, 1852. április 15. – Eger, 1911. április 9.) okleveles főgimnáziumi tanár.

## Élete
Türk János rajztanár és Boosch Katalin gyermekeként született, 1852. április 16-án keresztelték. 1873-tól 1876-ig végezte a budapesti egyetemen a bölcseleti szakot. Mint tanárjelölt a latin és görög filológiából az egri városi alreáliskolánál 1890. november 10-től december 23-ig működött; ezen idő alatt az igazgatói és osztályfőnöki teendők mellett öt tárgyat kellett tanítania. Mivel a város Türk választását nem hagyta helyben, el kellett hagynia az intézetet. Egernek és a vármegye régi történetének egyik legalaposabb ismerője volt.
Cikkei nagyobbrészt a helyi tanügyi és társadalmi lapokban jelentek meg; a Magyarország Vármegyéi Heves vármegye című monografiájában Eger város és műemlékeinek ismertetését írta.
Elhunyt 1911. április 9-én, 58 éves korában, örök nyugalomra helyezték 1911. április 11-én a Kisasszony-temetőben.

## Munkái
1. Csillagmesék. Eger, 1894
2. Káin álma. Uo. 1894
3. Nyelvünk és szívünk. Uo. 1895
4. Az ó-klasszikus írók népszerű ismertetése: Homerosz. Uo. 1895
5. Muzsikaszó (és a magyar népzene). Uo. 1897
6. A szerelem költője. Ovidius. Uo. 1898
7. Flóra. Uo. 1900
8. Séta a természetben. Az egri állami elemi iskola tantestületének 1900. nov. 8. tartott havi ülésében felolvasta. Uo. 1900
9. Zalár József. Uo. 1902
10. A magyar Athén egy lustruma. Uo. 1901
11. Titus Livius. Uo. 1903
12. Ne ölj! (Madarak védelme). Uo. 1903
13. Felső-Tárkány és az Imókő. Uo. 1904
14. Eger vára. Uo. 1906
15. Egri útmutató. Uo. 1907
16. Egri Kalauz Uo. év n.

## Emlékezete
Egerben utcát neveztek el róla.